# Buchwaldoboletus lignicola
Buchwaldoboletus lignicola là một loài nấm bolete thuộc họ Boletaceae, xuất xứ từ châu Âu và Bắc Mỹ. Nó được tìm thấy trên gỗ, nhưng thực sự là ký sinh trên nấm Phaeolus schweinitzii.